# Brachybaenus bahiensis
Brachybaenus bahiensis är en insektsart som beskrevs av Heinrich Hugo Karny 1937. Brachybaenus bahiensis ingår i släktet Brachybaenus och familjen Gryllacrididae. Inga underarter finns listade i Catalogue of Life.